# Neophisis ecmurra
Neophisis ecmurra är en insektsart som beskrevs av Rentz, D.C.F. 2001. Neophisis ecmurra ingår i släktet Neophisis och familjen vårtbitare. Inga underarter finns listade i Catalogue of Life.